# Two Boats Village
Two Boats Village ist eine Ansiedlung auf Ascension im Britischen Überseegebiet St. Helena, Ascension und Tristan da Cunha. Mit 110 Einwohnern (Stand 2008) ist es die zweitgrößte Ansiedlung der Insel.
In Two Boats befindet sich die einzige Schule der Insel.